# Tamias striatus
La ardilla listada del Este americano (Tamias striatus) es una especie de roedor esciuromorfo de la familia Sciuridae. Es una especie que habita en Norteamérica y es el único miembro vivo de las ardillas rojas del subgénero Tamias, a veces conocido como un género independiente. En inglés se lo denomina chipmunk que proviene de la lengua Ottawa ajidamoonh o de la palabra ojibwa ajidamoo, que se traduce literalmente como "quien baja de los árboles de cabeza."

## Galería

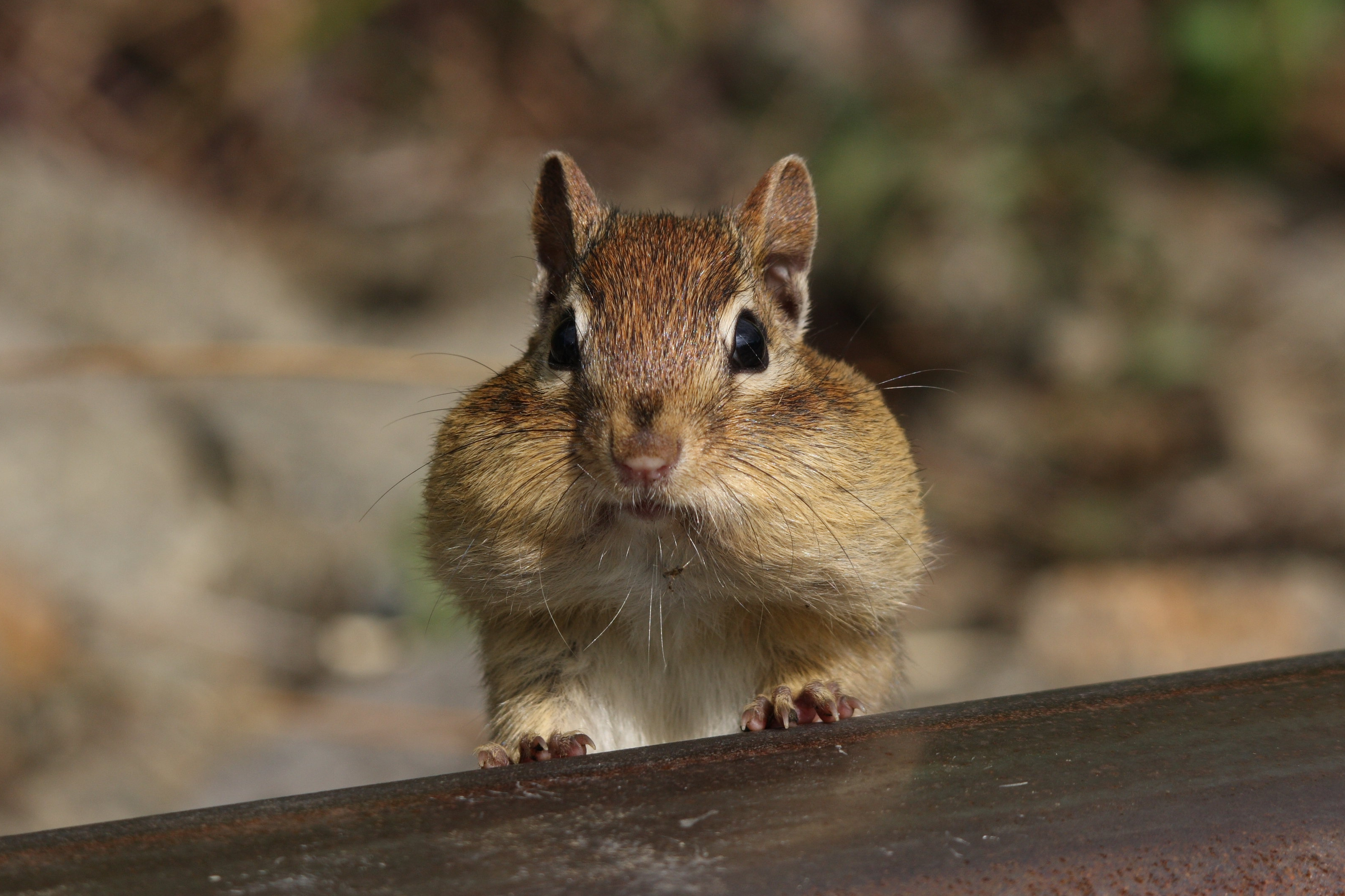
Ejemplar con las bolsas de las mejillas llenas, Área Nacional Salvaje del Cabo Tourmente, Quebec, Canadá.
- Grito (vídeo).
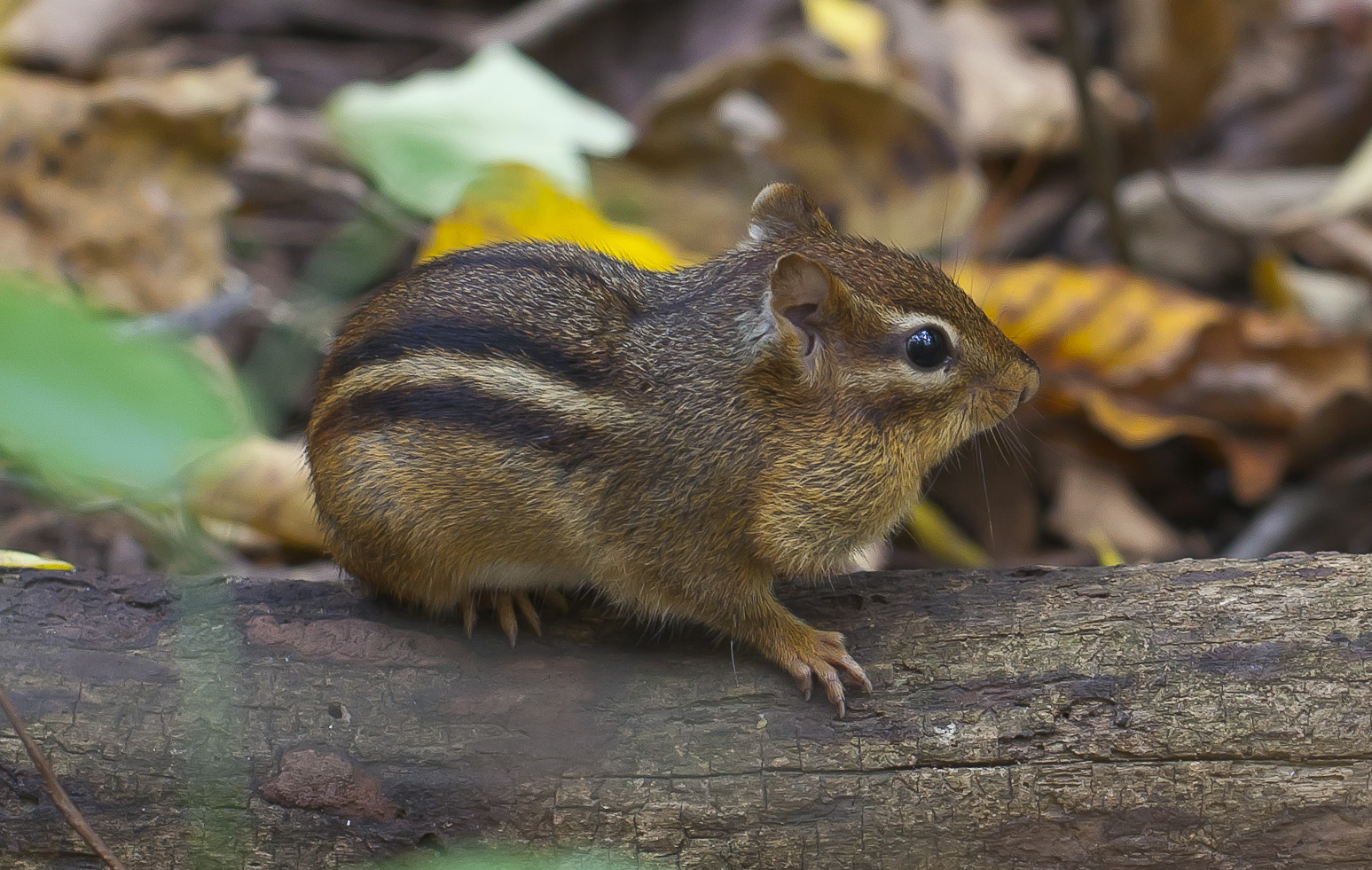
Ejemplar en el Parque Estatal Brown County, Indiana, Estados Unidos.
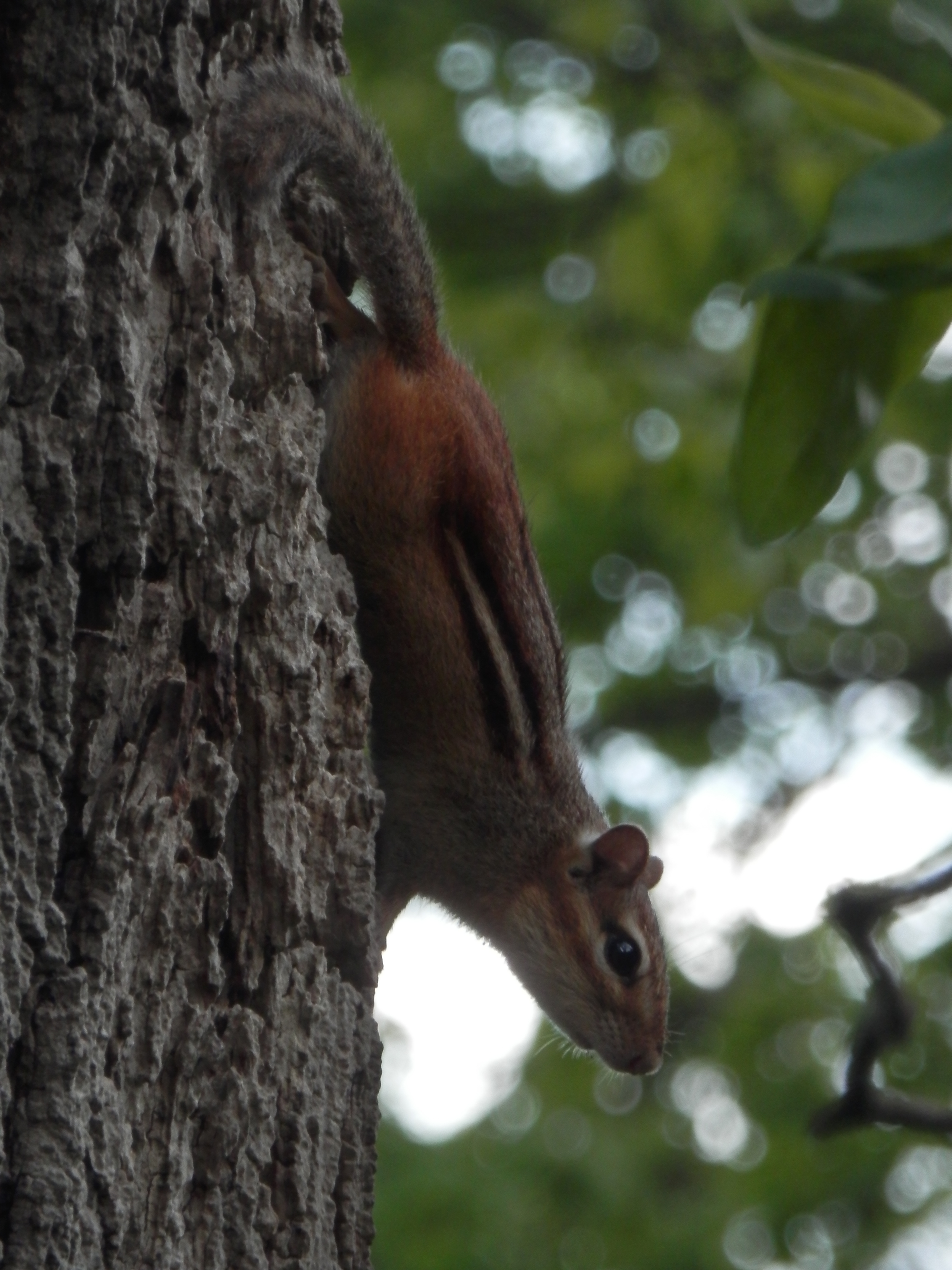
Ejemplar boca abajo en Guelph, Ontario, Canadá.